# Eisenbahnmuseum Jaroměř
Das Eisenbahnmuseum Jaroměř ist ein Eisenbahnmuseum in Jaroměř im Nordosten der Tschechischen Republik.

## Geschichte
1995 entstand auf dem Gelände des ehemaligen Heizhauses in Jaroměř ein Eisenbahnmuseum. In dem achtständigen Ringlokschuppen werden mehrere historisch wertvolle Fahrzeuge aus der kkStB- und der ČSD-Zeit aufbewahrt.
Jaroměř ist ein Eisenbahnknotenpunkt unweit der Stadt Hradec Králové, von hier aus führen Eisenbahnstrecken nach Trutnov, Liberec und die grenzüberschreitenden Linien über Náchod nach Kłodzko (früher Glatz) sowie über Międzylesie (früher Mittelwalde) nach Kamieniec Ząbkowicki (früher Kamenz). Die grenzüberschreitenden Verbindungen haben heute nur noch geringe Bedeutung. Für den innerstaatlichen Eisenbahnverkehr hat der Eisenbahnknoten auch heute noch einen großen Stellenwert, was sich u. a. darin zeigt, dass die Strecke über Hradec Králové hinaus bis Jaroměř elektrifiziert ist.
In der Ausstellung befinden sich mehrere Exponate des Technischen Nationalmuseums in Prag, die gelegentlich auf Eisenbahnausstellungen der Umgebung zu sehen sind. Insgesamt sind mehrere Lokomotiven und Triebwagen, zum Teil betriebsfähig, historische Personen- und Güterwagen, Draisinen, Eisenbahneinrichtungen und Eisenbahnzubehör in Jaroměř zu sehen.
Der Besuch des Museums ohne Voranmeldung ist nur während des Sommers möglich. Ansonsten sind Führungen nur nach Voranmeldungen möglich.

## Ausstellungsstücke
- 310.006, vorm. kkStB 97, Lokalbahnlokomotive, Baujahr 1897, einige Jahre lang die älteste betriebsfähige Dampflokomotive in Tschechien
- 403.303, vorm. StEG 41, Lokalbahnlokomotive, Baujahr 1880, nicht betriebsfähig
- 411.019 „Conrad Vorlauf“, vorm.  KkStB 171, Güterzugdampflokomotive, Baujahr 1873, eine der ältesten erhaltenen Lokomotiven in Tschechien, in Aufarbeitung
- 414.404, Güterzugdampflokomotive, Baujahr 1894, nicht betriebsfähig
- 423.0145, Tenderlokomotive, Baujahr 1937, betriebsfähig
- 464.008, Tenderlokomotive, Baujahr 1935, betriebsfähig
- BS80 Nr. 15, Schmalspurdampflok, Baujahr 1951, betriebsfähig
- 404.003, vorm. KkStB 169, Zahnradlokomotive der Tannwalder Zahnradbahn, Baujahr 1901, nicht betriebsfähig
- 434.0170, vorm. KkStB 170, Güterzugdampflokomotive, Baujahr 1919, in Aufarbeitung
- T 211.0066, Dieselrangierlokomotive, betriebsfähig
- Ringhoffer Nr. 2, Akkumulatorlokomotive, Baujahr 1916, betriebsfähig
- M 131.1163, Triebwagen, Baujahr 1949, zurzeit in Aufarbeitung

## Bilder

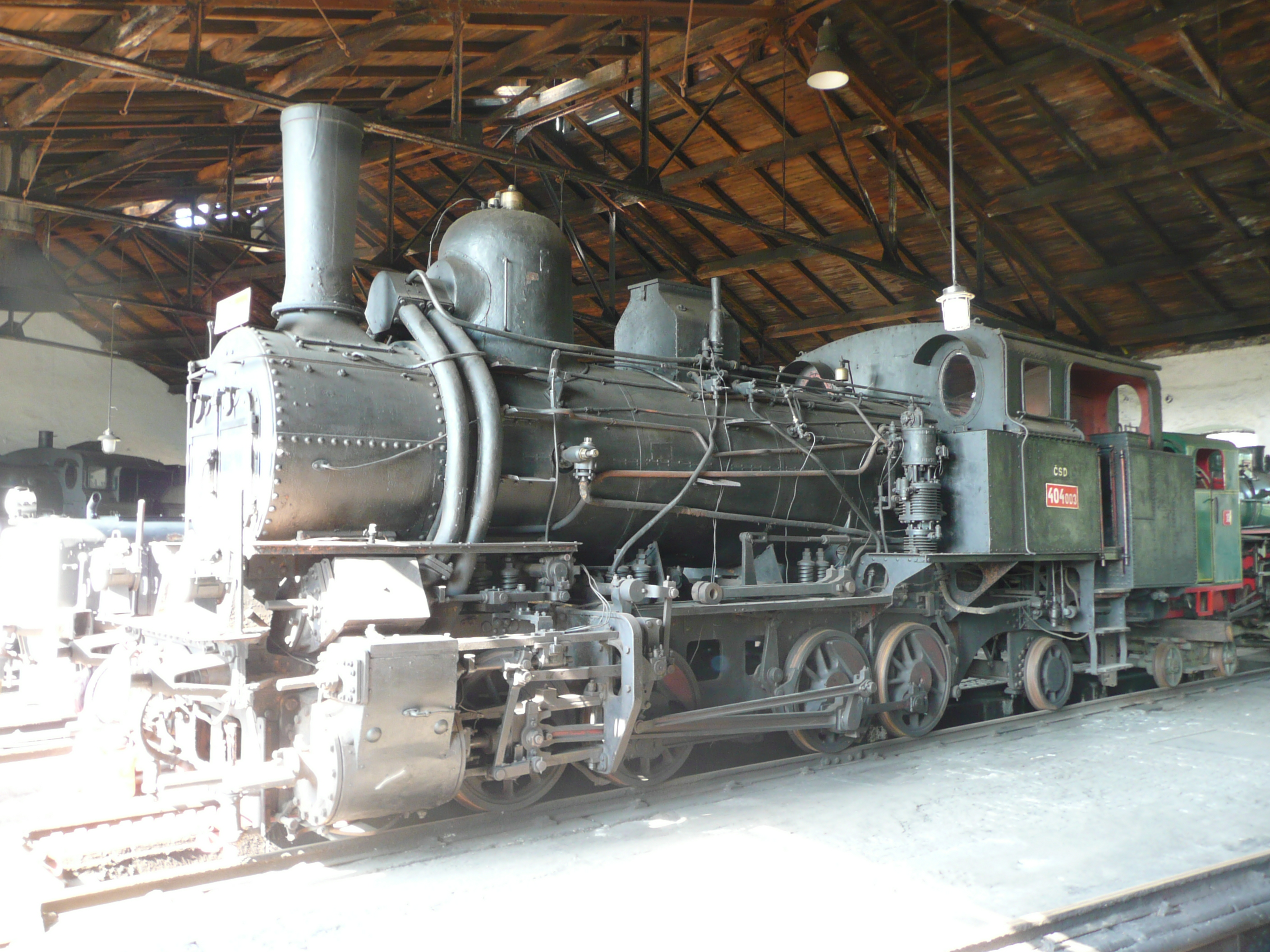
Lokomotive 404.003 der Tannwalder Zahnradbahn
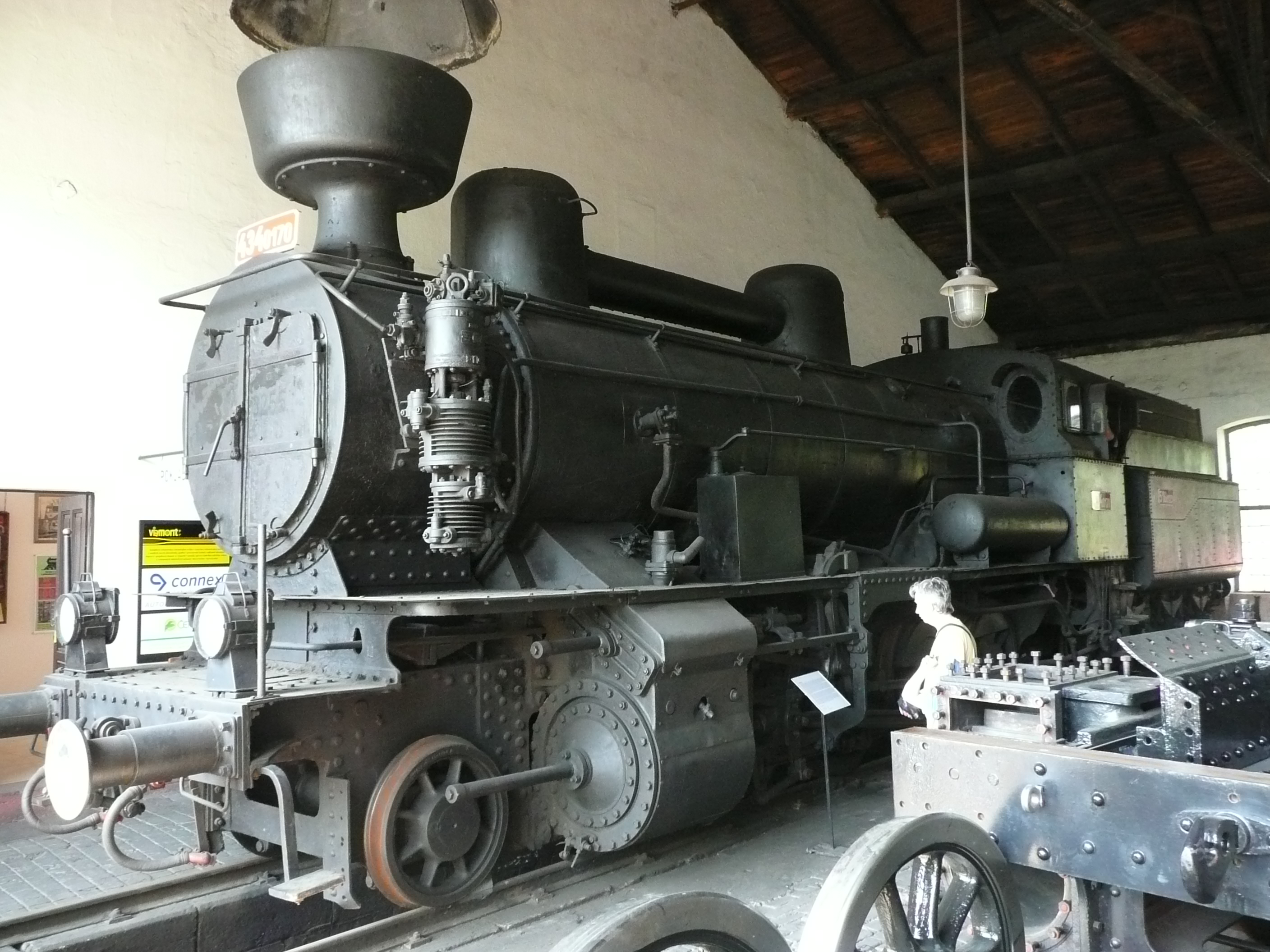
Lokomotive 434.0170, einzige in Tschechien erhaltene Lokomotive der kkStB-Reihe 170 die sich noch weitgehend im Originalzustand befindet
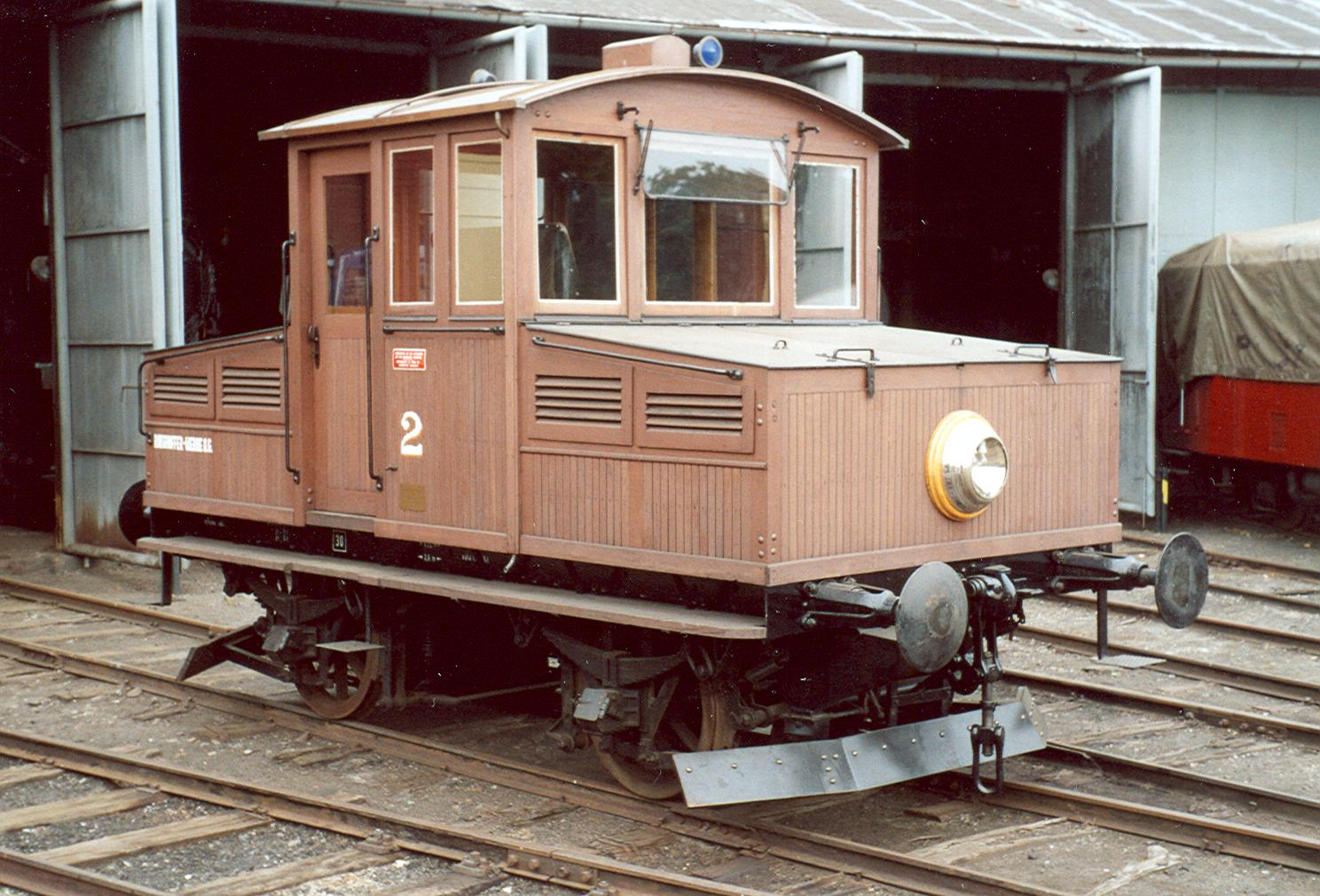
Akkulokomotive Nr. 2 im Eisenbahnmuseum
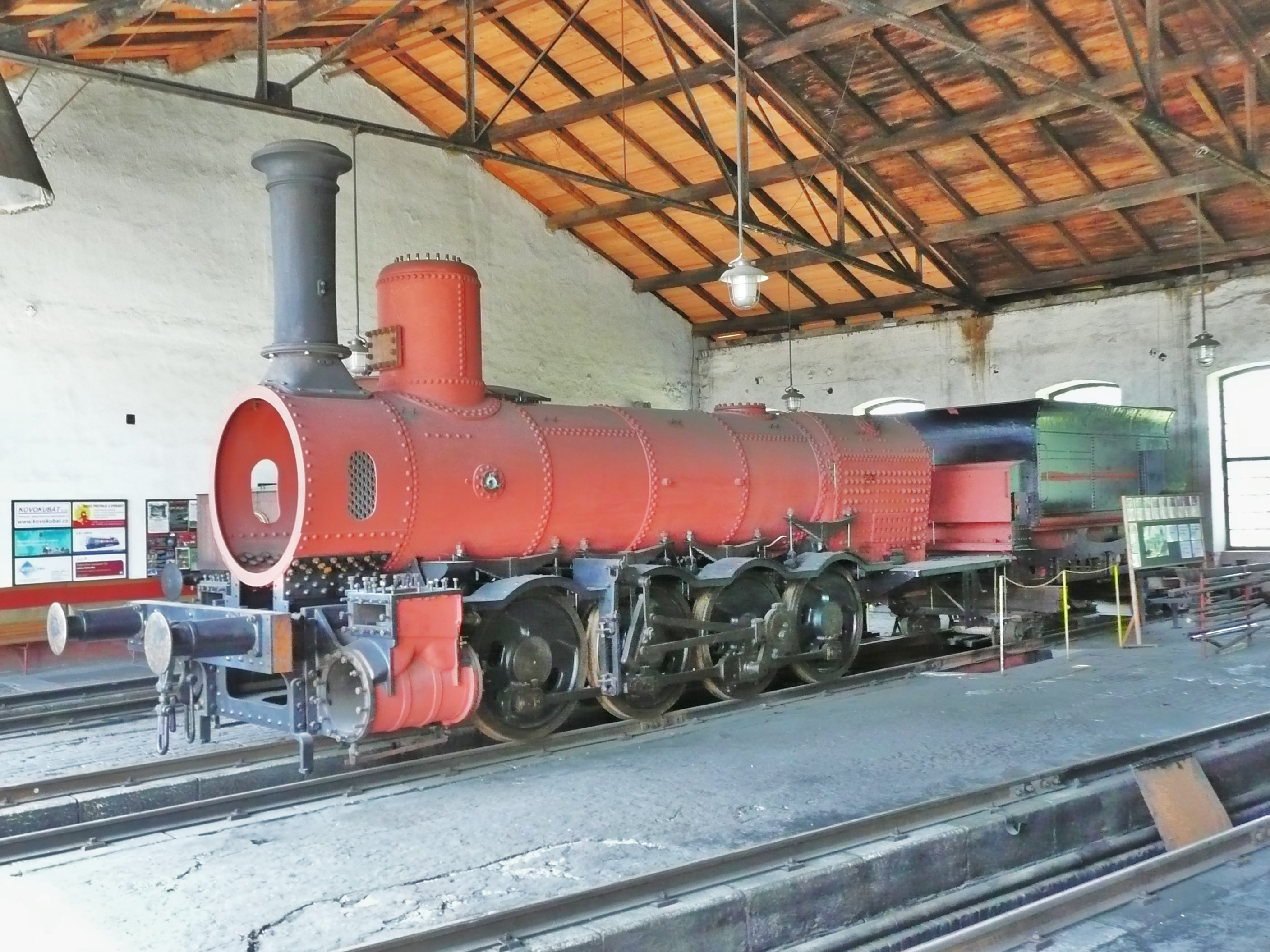
411.019 bei der Aufarbeitung im Eisenbahnmuseum
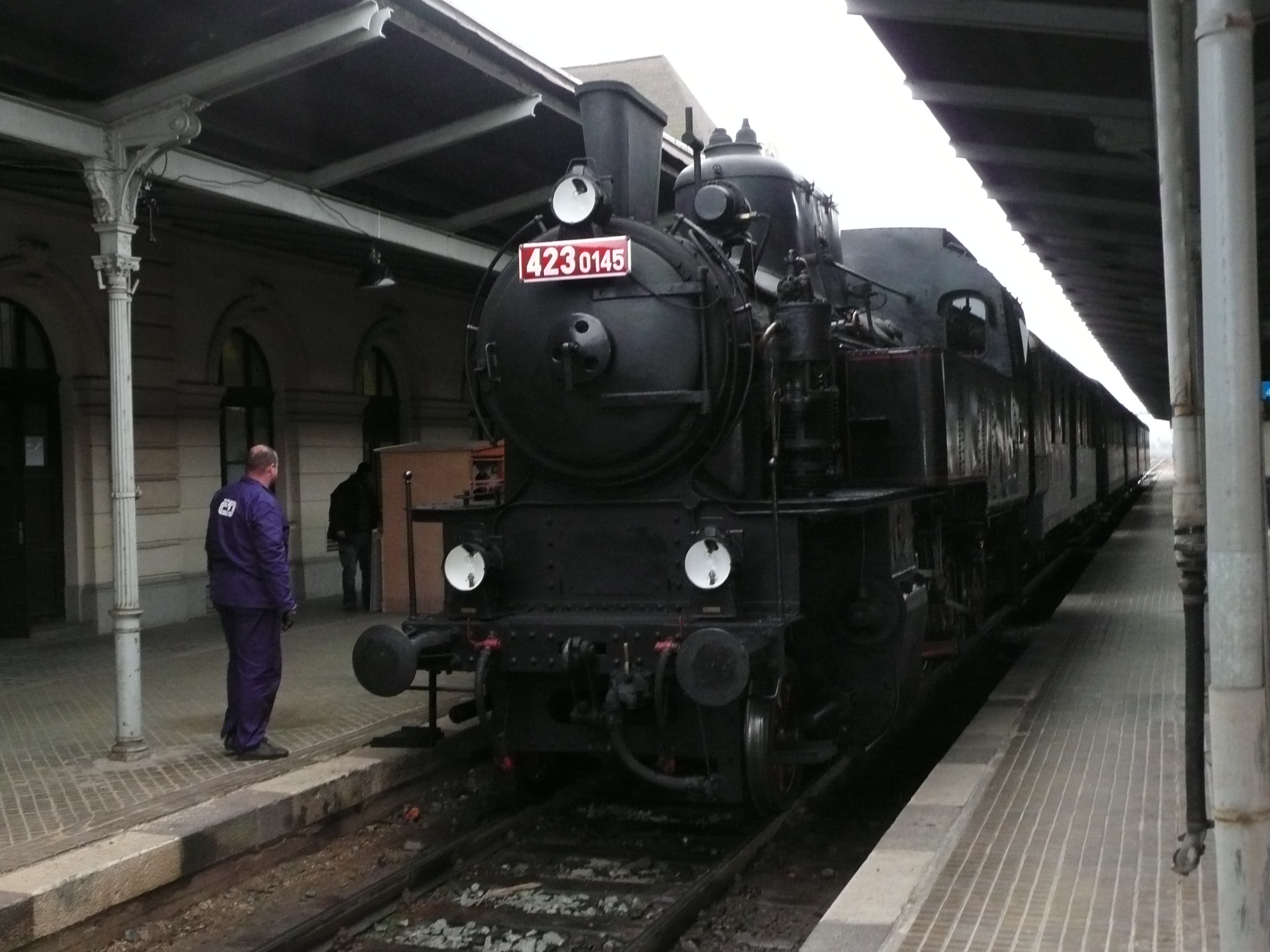
423.0145 mit einem Sonderzug in Liberec

## Nostalgiezüge
Außer den Exponaten in dem Ringlokschuppen bietet das Eisenbahnmuseum auch regelmäßige Sonderfahrten mit historischen Fahrzeugen in die nähere Umgebung an, besonders nach Hradec Králové.